# Kochadaiiyaan
Pour plus de détails, voir Fiche technique et Distribution.
Kochadaiiyaan est un film d'animation indien en images de synthèse réalisé par Soundarya R. Ashwin sorti en Inde et en France le 23 mai 2014. C'est un film d'aventure animé en capture de mouvement avec un rendu photoréaliste et qui utilise la technologie du cinéma en relief.

## Synopsis
L'intrigue se déroule dans une Inde médiévale de fiction. Kochadaiiyaan est un chef de troupe juste et bienveillant, mais un jour, il est victime d'un complot et tué. Son fils, Rana (incarné par Rajnikanth), qui n'a plus rien, se jure de venger son père et de sauver son royaume. Des années plus tard, lorsqu'il revient dans son pays natal incognito, il met en œuvre son plan.

## Fiche technique
- Titre original tamoul et titre international : Kochadaiiyaan
- Titre télougou : Vikrama Simha[2].
- Réalisation : Soundarya R. Ashwin
- Scénario : K.S. Ravikumar
- Musique originale : A. R. Rahman
- Direction artistique : Vadivel Chinnakgoundar
- Conception des costumes : Neeta Lulla
- Image : Rajiv Menon
- Montage : Anthony
- Production : Prashita Chaudhary, Sunil Lulla, Sunanda Murali Manohar
- Studios de production : Media One Global Entertainment, Eros International, Cinemorphic
- Distribution : Eros International (monde, tous supports), Aanna Films (France, sortie en salles)
- Pays : Inde
- Langue : hindi, tamoul, télougou
- Format : couleur
- Durée : 124 minutes
- Budget : 1250 millions de roupies[3]
- Date de sortie : 
  -  Inde : 23 mai 2014
  -  France : 23 mai 2014

## Distribution
- Rajinikanth : Kochadaiiyaan, Rana, Sena
- R. Sarathkumar :  Sengodagan
- Aadhi : Veera Mahendra
- Deepika Padukone : la princesse Vadhana
- Shobana : Yaahavi
- Jackie Shroff : le Raja Mahendra
- Nassar : Rishikodagan
- Rukmini Vijayakumar : Yamuna

## Production
Le film se déroule dans un royaume fictif, qui s'inspire parfois de l'histoire de l'Inde. Le nom du roi Kochadaiiyan est en partie inspiré par le nom de Kochadaiyan Ranadhiran, un roi de l'empire Pandya ayant vécu au VIIIe siècle, mais les personnages sont très différents.
Le film est animé en images de synthèse à l'aide de la technique de la capture de mouvement, qui consiste à filmer des acteurs réels revêtus de capteurs afin de numériser leur silhouette et leurs traits, puis d'animer les dessins du film au plus près de leurs mouvements afin d'obtenir une animation plus réaliste. Le film dispose d'un budget de 125 crores, c'est-à-dire 1250 millions de roupies indiennes, budget très inférieur à la plupart des grosses productions américaines ou internationales réalisées en capture de mouvement, d'où des contraintes techniques accrues pour la réalisatrice et l'équipe du film. Les effets spéciaux du film sont réalisés par le studio Centroid Motion Capture.

## Accueil critique
En Inde, la presse anglophone réserve un accueil tiède mais favorable au film. Le Times of India lui décerne la note de 3,5 sur 5 et estime que « Kochadaiiyaan est une réussite non pas grâce à la technologie mais grâce à son scénario ». Le critique est assez sévère envers l'animation du film, dont il juge le rendu plus proche du Pôle express que d’Avatar ou de Tintin et dont il pointe plusieurs défauts, jugeant les visages insuffisamment expressifs, les gestes trop raides en particulier dans les scènes de danse et l'animation parfois incohérente dans la composition des plans. Il estime en revanche que ces défauts sont compensés par la réalisation et par les autres qualités du film : les amples mouvements de caméra, le travail de doublage soigné, la musique et le scénario plus complexe qu'il n'en a l'air. Dans le Hindustan Times, Sweta Kaushal estime que le film ne ravira vraiment que les fans de Rajnikanth : si elle apprécie beaucoup la première moitié du film, elle affirme qu'il s'essouffle dans la seconde moitié à cause d'une accumulation d'action, de scènes grandiloquentes, de danses et de chansons. Elle en recommande le visionnage pour les images et pour des scènes comme la danse de Kochadaiiyaan, mais prévient son lectorat qu'une « overdose de patriotisme, de courage et d'amitié pourrait finir par [l']ennuyer ».
En France, Kochadaiiyaan est ignoré par les grands titres de presse à sa sortie. Le site Bollywood studio, spécialisé en cinéma indien, lui confère une note de 3 sur 5 et estime qu'il s'agit dans l'ensemble d'un bon premier film pour Soundarya R. Ashwin. La critique du site salue le travail accompli et le soin apporté aux images et aux décors, qu'elle juge magnifiques et propres à permettre de bien distinguer les univers visuels des deux royaumes rivaux ; elle apprécie la ressemblance des personnages avec les acteurs qui les incarnent en capture de mouvement, mais remarque que l'animation manque encore d'une certaine maîtrise, notamment dans la gestuelle parfois un peu raide et les expressions du visage parfois trop figées. Le scénario, en revanche, lui paraît bien travaillé et bien rythmé, propre à faire oublier les défauts de l'animation, et elle apprécie beaucoup la bande originale composée par A. R. Rahman.

## Box office
En Inde, le film sort le 22 mai 2014. Kochadaiiyaan fait un très bon démarrage dans l'État du Tamil Nadu (en Inde du Sud) avec 1,82 crores de recettes, devenant le meilleur démarrage de l'année.
Le film sort aux États-Unis le 23 mai 2014 sous le titre Kochadaiiyaan: The Legend. Il cumule 600 000 dollars de recettes en cinq jours et devient le troisième plus gros succès d'un film indien dans l'année derrière Enthiran et Vishwaroopam.
En Malaisie, le film fait également un bon démarrage, prenant la troisième place au box office derrière X-Men: Days of Future Past et Godzilla.
Le film est distribué en France par Aanna Films et sort dans une vingtaine de salles à partir du 23 mai 2014,. Pendant sa première semaine d'exploitation, il cumule un peu moins de 4700 entrées, un démarrage modeste par rapport à d'autres films indiens sortis en France. Le 1er juin, il dépasse les 5000 entrées.

## Bande originale
La bande originale du film est composée par A. R. Rahman. Les paroles des chansons sont écrites dans les trois principales langues parlées en Inde : le tamoul (parlé dans la région où est produit le film), le hindi et le télougou. Les paroles de la version tamoule sont écrites par Vairamuthu et Vaalee. Celles de la version hindi sont écrites par Raqueeb Alam, Irshad Kamil et Mehboob. Celles de la version télougou sont écrites par Chandrabose, Vanamali et Anantha Sreeram.